# Verónica Forqué Vázquez-Vigo
Verónica Forqué Vázquez-Vigo   (Madrid, 1 de desembre de 1955 - Madrid, 13 de desembre de 2021) fou una actriu espanyola, guardonada amb quatre Premis Goya.

## Biografia
Fou filla del director i productor José María Forqué i de l'escriptora argentina Carmen Vázquez-Vigo, germana del director Álvaro Forqué (1953-2014) i neta del músic i compositor José Vázquez Vigo. Estudià Art dramàtic i inicià la carrera de Psicologia, aquesta última mai acabada. En el món del cinema, però, s'inicià treballant en pel·lícules del seu pare a inicis dels anys 1970, fins a arribar a convertir-se en una actriu de comèdia durant els any 1980, període en el qual aconseguí diversos Premis Goya.
El gran salt en la carrera cinematogràfica es produí quan Pedro Almodóvar la posà en el paper de l'entranyable Cristal a la pel·lícula ¿Qué he hecho yo para merecer esto? (1984). Al llarg de la seva carrera treballà amb Fernando Trueba a Sé infiel y no mires con quién i El año de las luces, pel·lícula per la qual obtingué un Goya com a actriu secundària. La seva amistat amb Fernando Colomo es traduí en dues comèdies de gran èxit Bajarse al moro i La vida alegre, que li proporcionaren el seu primer Goya com a actriu protagonista el mateix any que guanyà un segon Goya com a actriu de repartiment per Moros y cristianos, de Luis García Berlanga. A principis dels anys 1990 començà la seva col·laboració amb Manuel Gómez Pereira a les comèdies Salsa rosa o ¿Por qué lo llaman amor cuando quieren decir sexo?, col·laboració que es repetí el 2005 amb Reinas. El 1993 obtingué un quart Goya pel seu paper protagonista a Kika, de Pedro Almodóvar, amb qui havia treballat anteriorment a ¿Qué he hecho yo para merecer esto? i Matador.
També a la televisió guanyà gran popularitat, en sèries com Ramón y Cajal (1982), El jardín de Venus (1983), Platos rotos (1988), Eva y Adán, agencia matrimonial (1990-1991) i Pepa y Pepe (1995). Entre 2014 i 2015 participà a la vuitena temporada de la sèrie de ficció La que se avecina, interpretant al personatge secundari de Teresa Sáenz de Tejada (alcaldessa).
De la seva trajectòria en teatre, destacà el paper de Carmina a la primera representació de l'obra de José Sanchis Sinisterra Ai, Carmela! (1986). Altres obres importants en les quals participà foren: Sublime decisión (1984), Bajarse al moro (1985) –formant part també de la versió cinematogràfica de Fernando Colomo–, Doña Rosita la soltera (2004), La abeja reina (2009) i Shirley Valentine (2011). Com a directora escènica, l'any 2009 es posà al capdavant del muntatge de l'obra Adulteris, de Woody Allen.
Quant a la seva vida personal, entre 1981 i 2014 estigué casada amb el director de cinema Manuel Iborra, amb qui tingué una filla anomenada María Clara Iborra Forqué.
El 27 de desembre de 2020, l'actriu protagonitzà un episodi polèmic sobre la minoria lingüística catalanoparlant de l'Estat espanyol, quan acusà uns suposats joves catalans amb qui coincidí de «no parlar bé el castellà» i, per tant, de ser «endarrerits». Amb posterioritat, ni la mateixa actriu ni el programa de televisió (Sálvame) es pronunciaren sobre aquests fets.
El 13 de desembre de 2021 se suïcidà a casa seva. Anteriorment, havia patit diversos episodis de depressió i, si més no, un intent de suïcidi.

## Cinema
Les seves pel·lícules més destacades són:
| Any  | Pel·lícula                                         | Director                        |
| ---- | -------------------------------------------------- | ------------------------------- |
| 1972 | Mi querida señorita                                | Jaime de Armiñán                |
| 1974 | Tiempos de constitución                            | Rafael Gordon                   |
| 1977 | La guerra de papá                                  | Antonio Mercero                 |
| 1978 | Las truchas                                        | José Luis García Sánchez        |
| 1980 | El resplandor (doblatge al castellà)               | Stanley Kubrick                 |
| 1984 | ¿Qué he hecho yo para merecer esto?                | Pedro Almodóvar                 |
| 1985 | Sé infiel y no mires con quién                     | Fernando Trueba                 |
| 1986 | Matador                                            | Pedro Almodóvar                 |
| 1986 | El año de las luces                                | Fernando Trueba                 |
| 1987 | La vida alegre                                     | Fernando Colomo                 |
| 1987 | Moros y cristianos                                 | Luis García Berlanga            |
| 1989 | Bajarse al moro                                    | Fernando Colomo                 |
| 1990 | Don Juan, mi querido fantasma                      | Antonio Mercero                 |
| 1991 | Salsa rosa                                         | Manuel Gómez Pereira            |
| 1992 | Orquesta Club Virginia                             | Manuel Iborra                   |
| 1993 | Kika                                               | Pedro Almodóvar                 |
| 1993 | Amor propio                                        | Mario Camus                     |
| 1993 | ¿Por qué lo llaman amor cuando quieren decir sexo? | Manuel Gómez Pereira            |
| 1994 | Siete mil días juntos                              | Fernando Fernán Gómez           |
| 1995 | ¿De qué se ríen las mujeres?                       | Joaquim Oristrell               |
| 1997 | El tiempo de la felicidad                          | Manuel Iborra                   |
| 1999 | Pepe Guindo                                        | Manuel Iborra                   |
| 2001 | Clara y Elena                                      | Manuel Iborra                   |
| 2001 | I Love You Baby                                    | Alfonso Albacete y David Menkes |
| 2001 | Sin vergüenza                                      | Joaquín Oristrell               |
| 2005 | Reinas                                             | Manuel Gómez Pereira            |
| 2006 | La dama boba                                       | Manuel Iborra                   |
| 2008 | Enloquecidas                                       | Juan Luis Iborra                |
| 2012 | Ali                                                | Paco R. Baños                   |
| 2016 | Tenemos que hablar                                 | David Serrano                   |

## Teatre
| Any  | Obra de teatre                          |
| ---- | --------------------------------------- |
| 1975 | Divinas palabras                        |
| 1978 | El zoo de cristal                       |
| 1980 | María, la mosca                         |
| 1980 | Casa con dos puertas mala es de guardar |
| 1982 | Agnus Dei                               |
| 1984 | Sublime decisión                        |
| 1985 | Bajarse al moro                         |
| 1987 | ¡Ay, Carmela!                           |
| 2003 | El somni d'una nit d'estiu              |
| 2004 | Doña Rosita la soltera                  |
| 2006 | ¡Ay, Carmela!                           |
| 2009 | La abeja reina                          |
| 2011 | Shirley Valentine                       |
| 2014 | Así es, si así fue                      |
| 2015 | Buena Gente                             |
| 2016 | Los hilos de vulcano                    |
| 2016 | La respiración                          |

Directora
| Any  | Obra de teatre           |
| ---- | ------------------------ |
| 2000 | La tentación vive arriba |
| 2008 | Adulterios               |

## Televisió
| Any         | Sèrie/Telefilm/Especial                  | Paper                        |
| ----------- | ---------------------------------------- | ---------------------------- |
| 1974        | Silencio, estrenamos                     |                              |
| 1974 - 1976 | Novela                                   |                              |
| 1976        | Curro Jiménez                            |                              |
| 1979 - 1982 | Estudio 1                                |                              |
| 1980        | El español y los siete pecados capitales |                              |
| 1982        | Ramón y Cajal                            | Silveira Fañanás García      |
| 1983        | El jardín de Venus                       |                              |
| 1983        | Nunca es tarde                           |                              |
| 1984        | Goya                                     |                              |
| 1987        | Bajarse al moro                          |                              |
| 1988        | Platos rotos                             |                              |
| 1990 - 1991 | Eva y Adán, agencia matrimonial          | Eva Salvador                 |
| 1995        | Pepa y Pepe                              | Pepa                         |
| 2000        | ¡Ay, Carmela!                            |                              |
| 2003        | La vida de Rita                          | Rita                         |
| 2003        | El club de la comedia                    | Invitada                     |
| 2004        | El inquilino                             | Taxista (1x01)               |
| 2011        | Hospital Central                         |                              |
| 2011        | Dues dones divines                       |                              |
| 2014 - 2015 | La que se avecina                        | María Teresa Sáenz de Tejada |
| 2016        | El hombre de tu vida                     | Pilar                        |
| 2017        | El fin de la comedia                     | Cameo                        |

## Premis i nominacions

### Premis Goya
| Any  | Categoria                                    | Pel·lícula          | Resultat   |
| ---- | -------------------------------------------- | ------------------- | ---------- |
| 1986 | Goya a la millor actriu secundària           | El año de las luces | Guanyadora |
| 1987 | Goya a la millor actriu                      | La vida alegre      | Guanyadora |
| 1987 | Millor interpretació femenina de repartiment | Moros y cristianos  | Guanyadora |
| 1989 | Millor interpretació femenina protagonista   | Bajarse al moro     | Candidata  |
| 1993 | Millor interpretació femenina protagonista   | Kika                | Guanyadora |

### PremisFotogramas de Plata
| Any  | Categoria                     | Pel·lícula/Sèrie/Muntatge                          | Resultat   |
| ---- | ----------------------------- | -------------------------------------------------- | ---------- |
| 1983 | Millor intèrpret de televisió | El jardín de Venus                                 | Candidata  |
| 1985 | Millor intèrpret de televisió | Platos rotos                                       | Guanyadora |
| 1985 | Millor intèrpret de teatre    | Bajarse al moro                                    | Candidata  |
| 1989 | Millor actriu de cinema       | Bajarse al moro                                    | Candidata  |
| 1990 | Millor actriu de televisió    | Eva y Adán, agencia matrimonial                    | Guanyadora |
| 1993 | Millor actriu de cinema       | ¿Por qué lo llaman amor cuando quieren decir sexo? | Guanyadora |
| 1995 | Millor actriu de televisió    | Pepa y Pepe                                        | Candidata  |

### PremisTP d'Or
| Any  | Categoria                  | Sèrie                           | Resultat   |
| ---- | -------------------------- | ------------------------------- | ---------- |
| 1990 | Millor actriu de televisió | Eva y Adán, agencia matrimonial | Guanyadora |
| 1995 | Millor actriu de televisió | Pepa y Pepe                     | Guanyadora |

### Premis de laUnión de Actores y Actrices
| Any  | Categoria                                      | Pel·lícula/Sèrie | Resultat  |
| ---- | ---------------------------------------------- | ---------------- | --------- |
| 1993 | Millor interpretació protagonista de cinema    | Kika             | Candidata |
| 1995 | Millor interpretació protagonista de televisió | Pepa y Pepe      | Candidata |

### Premi Sant Jordi de Cinematografia
| Any  | Categoria                    | Pel·lícula                   | Resultat   |
| ---- | ---------------------------- | ---------------------------- | ---------- |
| 1987 | Millor actriu espanyola      | La vida alegre               | Guanyadora |
| 2004 | Premi Especial de la Crítica | Premi Especial de la Crítica | Guanyadora |

### Premis ACE (Nova York)
| Any  | Categoria                    | Pel·lícula                          | Resultat   |
| ---- | ---------------------------- | ----------------------------------- | ---------- |
| 1986 | Millor actriu de repartiment | ¿Qué he hecho yo para merecer esto? | Guanyadora |

### Festival de Màlaga
| Any  | Categoria                           | Pel·lícula     | Resultat   |
| ---- | ----------------------------------- | -------------- | ---------- |
| 2001 | Biznaga de Plata a la Millor actriu | Sense vergonya | Guanyadora |
| 2005 | Premi Màlaga                        | Premi Màlaga   | Guanyadora |

### Setmana Internacional de Cinema de Valladolid
| Any  | Categoria      | Pel·lícula     | Resultat   |
| ---- | -------------- | -------------- | ---------- |
| 2014 | Espiga d'Honor | Espiga d'Honor | Guanyadora |

### Festival Internacional de Cinema de Comèdia de Peníscola
| Any  | Categoria     | Pel·lícula                                         | Resultat   |
| ---- | ------------- | -------------------------------------------------- | ---------- |
| 1993 | Millor actriu | ¿Por qué lo llaman amor cuando quieren decir sexo? | Guanyadora |